# Сату-Ноу (Димбовіца)
Сату-Ноу (рум. Satu Nou) — село у повіті Димбовіца в Румунії. Входить до складу комуни Корбій-Марі.
Село розташоване на відстані 52 км на захід від Бухареста, 36 км на південь від Тирговіште, 135 км на схід від Крайови, 118 км на південь від Брашова.

## Населення
За даними перепису населення 2002 року у селі проживали 545 осіб, усі — румуни. Рідною мовою 544 особи (99,8%) назвали румунську.